# Гверо, Милан
Милан Гверо (серб. Милан Гверо / Milan Gvero; 4 декабря 1937, Мрконич-Град — 17 февраля 2013, Белград) — сербский военачальник, военный советник командира по морали, праву и религиозным делам Войска Республики Сербской.

## Биография
Родился 4 декабря 1937 года в Мрконич-Граде (ныне Республика Сербская, Босния и Герцеговина). Окончил среднюю школу в Батайнице и Военную академию в Белграде. Защитил докторскую диссертацию на тему социологии семьи. В начале 1990-х был пресс-секретарём в Секретариате народной обороны СФРЮ. Будучи в звании полковника, проводил пресс-конференции в белградском пресс-центре и комментировал действия Югославской Народной Армии в начальный период войны на просторах Югославии.
После распада Югославии был заместителем министра обороны Сербии Марко Неговановича. Когда война разгорелась на территории Боснии и Герцеговины, Гверо в звании генерал-лейтенанта занял должность заместителя командующего Войска Республики Сербской Ратко Младича. Он также был главой совета по морали, праву и религиозным делам, отвечал за информацию и юридическую деятельность и был де-факто пресс-секретарём Ратко Младича. В отставку Гверо был отправлен указом Биляны Плавшич 23 октября 1996.
Международный трибунал обвинял Милана Гверо в массовых убийствах боснийцев в Сребренице. До поры до времени Гверо отказывался являться в суд, но 21 февраля 2005 добровольно сдался. 10 июня 2010 Гаагский трибунал приговорил Гверо к 5 годам тюремного заключения, осудив его за преследования и негуманные действия, но при этом сняв обвинения в массовых убийствах и депортации. Но уже 28 июня 2010 Гверо был досрочно освобождён.
В начале 2013 года Милан Гверо был госпитализирован. Ему ампутировали ногу в Военно-медицинской академии Белграда, но от осложнений он скончался 17 февраля.
Известно, что Милан Гверо любил играть в шахматы: очень часто он проводил шахматные партии с Ратко Младичем.